# Gösta Linderholm
Gösta Gunnar Linderholm, född 22 juni 1941 i Stockholm, död 29 december 2020 i Strängnäs, var en svensk sångare, musiker, kompositör och sångtextförfattare. Han är bland annat känd för sångerna "Rulla in en boll och låt den rulla" och "När morgonen gryr" (båda från 1978).

## Biografi
Linderholm började 1958 spela klarinett i dixiebandet Jazz Doctors och bildade senare visduon Två Blå, innan han hamnade i Sveriges jazzband. Med låten "Brittas restaurang" 1970 fick de sitt genombrott och det blev några hektiska år i början av 1970-talet. 1973 inledde Linderholm en solokarriär, där hans första egna LP-skiva In kommer Gösta sålde guld. Hans efterföljande skivor sålde också i stora upplagor.
Linderholm skrev många sånger. Visor som blev populära är bland andra "Näktergalens ö", "Änglar och dragspel", "När morgonen gryr" och "Rulla in en boll och låt den rulla". Han skrev en del av musiken till den nya filmversionen av Rasmus på luffen 1981 – bland annat "Luffarvisan" och "Mannevisan" – där han även spelade rollen som luffaren "Sju-Attan".
År 2018 gav Linderholm ut sina memoarer In kommer Gösta: minnen jag minns och en del jag helst vill glömma ... .
År 2020 tilldelades Linderholm Nils Ferlin-Sällskapets trubadurpris med motiveringen: "Årets trubadurpris tillfaller Gösta Linderholm för att han på ett förtjänstfullt sätt och med sin konstnärlighet skapat visor som går rakt in i hjärtat."

### Familj
Gösta Linderholm var gift med konstnären Lena Linderholm som han träffade 1973, och de bodde och verkade omväxlande i Strängnäs och i Provence. Tillsammans skrev de flera böcker om bland annat matlagning och livet i Provence. De har tillsammans två barn.

## Verklista

### Diskografi (urval)
Album
- Sveriges jazzband (1970–1973)
- In kommer Gösta (1973)
- Göstas Skiva (1975)
- Blå ballader & gröna demoner (1976)
- Bananskiva (1976) (med Fred Åkerström)
- Jordsmak (1978)
- Hoppets vind (1980)
- Livskraft (1981)
- Gösta (1983)
- Med handen på din höft (1985)
- Lyckans minut (1987)
- Hjärta mot hjärta (1988)
- Våren 1990 (1990)
- Huller om buller (1995)
- 100% Gösta Linderholm (2000)
- Guldkorn (2000)
- Hjärterötter (2001)

### Musiktryck
- Göstas notalbum. Stockholm: Multitone, 1975.
- Gösta och Ola : 21 låtar / Gösta Linderholm, Ola Magnell. Stockholm: Multitone, 1977.
- Jordsmak. Stockholm: Multitone, 1980.
- Hoppets vind. Stockholm: Multitone, 1980.

### Filmografi (urval)
- 1981 – Rasmus på luffen
- 2006  – Playa del sol